# Angelino Pastor
Angelino Pastor es una serie española de televisión, emitida por Televisión española en 1967, con dirección y realización de Cayetano Luca de Tena, guiones de Manuel Pombo Angulo y protagonizada por Juanjo Menéndez.

## Sinopsis
La serie gira en torno a las peripecias y desventuras del simpar Angelino Pastor, un personaje peculiar con una forma particular de relacionarse con el mundo.